# Simiskina procates
Simiskina procates är en fjärilsart som beskrevs av De Nicéville 1895. Simiskina procates ingår i släktet Simiskina och familjen juvelvingar. Inga underarter finns listade i Catalogue of Life.